# Mihály Tóth (football, 1974)
Pour les articles homonymes, voir Mihály Tóth et Tóth.
Mihály Tóth, né le 27 décembre 1974 à Budapest, est un joueur de football hongrois, qui joue au poste d'attaquant.

## Biographie

### Club
En juillet 1998 il effectue un essai au Stade lavallois mais ne convainc par l'entraîneur Hervé Gauthier. Il signe finalement au FC Metz.

## Palmarès
- Meilleur buteur du championnat de Hongrie (1) :
  - 2004
- Vainqueur de la coupe de Hongrie (1) :
  - 2005
- Vainqueur de la coupe de Norvège (1) :
  - 2006